# Diacetilene
Il diacetilene, chiamato anche butadiino, è una sostanza chimica organica facente parte dei poliini, avente formula bruta (C2H)2 e formula di struttura H-C≡C-C≡C-H. Come si vede da quest'ultima, il diacetilene è una molecola lineare caratterizzata da un'alternanza di legami covalenti tripli e singoli ed è il più semplice dei composti chimici aventi due legami tripli.
In condizioni standard il diacetilene si presenta allo stato gassoso.

## Sintesi
Come la maggior parte dei poliini, anche il diacetilene si è fino ad oggi dimostrato interessante solo a fini teorici ma non pratici. Esso può essere ottenuto dalla deidroalogenazione dell'1,4-dicloro-2-butino per mezzo di idrossido di potassio (in soluzione alcolica) a bassa temperatura:
{\displaystyle {\ce {ClCH2C=CCH2Cl + 2KOH -> HC=C-C=CH + 2 KCl + 2 H2O}}}
Il derivato bis(trimetilsilil) protetto può essere ottenuto attraverso il processo di accoppiamento di Glaser del (trimetilsilil)acetilene:
{\displaystyle {\ce {2 TMS-C=CH -> TMS-C=C-C=C-TMS}}}

## Presenza in natura
Grazie al caratteristico spettro vibrazionale del diacetilene, è stato possibile rilevarne la presenza sia nell'atmosfera di Titano, il più grande dei satelliti naturali di Saturno, che nella nebulosa protoplanetaria CRL 618. Si pensa che il diacetilene qui presente sia il frutto della reazione tra l'acetilene e il radicale etinile (C2H), che viene prodotto quando l'acetilene è sottoposto ad un processo di fotolisi indotto dalla radiazione ultravioletta di stelle vicine (nel caso di Titano, del Sole). Il radicale può infatti attaccare il triplo legame dell'acetilene ed essere efficacemente reattivo anche a basse temperature.
Tracce di diacetilene, assieme a quelle di metanolo e biossido di zolfo, sono state trovate anche in strati di ghiaccio presenti in alcuni crateri lunari.